# Saison 6 de The Closer : L.A. enquêtes prioritaires
Chronologie
Saison 5 de The Closer : L.A. enquêtes prioritaires Saison 7 de The Closer : L.A. enquêtes prioritaires
Cet article présente les quinze épisode de la sixième saison de la série télévisée américaine The Closer : L.A. enquêtes prioritaires.

## Distribution

### Acteurs principaux
- Kyra Sedgwick (VF : Élisabeth Fargeot) : Chef-adjoint Brenda Leigh Johnson
- J. K. Simmons (VF : Bernard Tiphaine) : Chef Will Pope
- Corey Reynolds (VF : Laurent Mantel) : Sergent puis inspecteur David Gabriel
- G. W. Bailey (VF : Jean-Claude De Goros) : Lieutenant Louie Provenza
- Robert Gossett (VF : Benoît Allemane) : Commandant Russell Taylor
- Anthony John Denison (VF : Erik Colin) : Lieutenant Andy Flynn
- Jon Tenney (VF : Bernard Lanneau) : Agent spécial Fritz Howard
- Michael Paul Chan (VF : Olivier Destrez) : Lieutenant Michael Tao
- Raymond Cruz (VF : Jérôme Rebbot) : Inspecteur Julio Sanchez
- Phillip P. Keene (VF : Patrick Delage) : Buzz Watson

Adaptation française : Jean-Yves Jaudeau et Dominique Vendeville.

### Acteurs récurrents
- Jonathan Del Arco : Dr Morales
- Frances Sternhagen : Willie Rae Johnson
- Barry Corbin : Clay Johnson
- Stephen Martines : Ricardo Ramos
- Paola Turbay : Inspecteur Mikki Mendoza
- Courtney B. Vance : Chef Delk
- Mary McDonnell (VF : Christine Pâris) : Capitaine Sharon Raydor

### Invités
- Jon Seda : Détective Frank Verico (épisode 6)
- Titus Welliver : Gregory Disken (épisode 2)
- D. W. Moffett : Jeffrey Walters (épisode 2)
- Geoffrey Arend : Wayne West (épisode 3)
- Kay Lenz : Mrs Tatem (épisode 3)
- Nicholas Gonzalez : Mark Torres (épisode 9)

## Liste des épisodes

### Épisode 1:Voir les étoiles et mourir
- États-Unis : 12 juillet 2010 sur TNT

- États-Unis : 7,66 millions de téléspectateurs

- Natasha Gregson Wagner : Sherry Walker

### Épisode 2:Cherche nourrice
- États-Unis : 19 juillet 2010 sur TNT

- États-Unis : 6,97 millions de téléspectateurs

- Titus Welliver : Gregory Disken
- D. W. Moffett : Jeffrey Walters

### Épisode 3:Garde rapprochée
- États-Unis : 26 juillet 2010 sur TNT

- États-Unis : 6,75 millions de téléspectateurs

- Geoffrey Arend : Wayne West
- Kay Lenz : Mrs Tatem

### Épisode 4:En transit
- États-Unis : 2 août 2010 sur TNT

- États-Unis : 6,94 millions de téléspectateurs

### Épisode 5:Attrape-cœur
- États-Unis : 9 août 2010 sur TNT

- États-Unis : 7,21 millions de téléspectateurs

- Bruno Campos : Dr Luis Navarro

### Épisode 6:Justice fulgurante
- États-Unis : 16 août 2010 sur TNT

- États-Unis : 6,82 millions de téléspectateurs

- Jon Seda : Inspecteur Frank Verico

### Épisode 7:Le Cerveau
- États-Unis : 23 août 2009 sur TNT

- États-Unis : 7,04 millions de téléspectateurs

### Épisode 8:Zone de guerre
- États-Unis : 30 août 2010 sur TNT

- États-Unis : 7,61 millions de téléspectateurs

### Épisode 9:La Dernière Femme en lice
- États-Unis : 6 septembre 2010 sur TNT

- États-Unis : 7,92 millions de téléspectateurs

- Nicholas Gonzalez : Mark Torres

### Épisode 10:La Folie des grandeurs
- États-Unis : 13 septembre 2010 sur TNT

- États-Unis : 7,21 millions de téléspectateurs

### Épisode 11:Vieille rancune
- États-Unis : 6 décembre 2010 sur TNT

- États-Unis : 5,82 millions de téléspectateurs

### Épisode 12:Tueur en herbe
- États-Unis : 13 décembre 2010 sur TNT

- États-Unis : 5,46 millions de téléspectateurs

- Aaron Yoo : John Park

### Épisode 13:La Preuve vivante (1/2)
- États-Unis : 20 décembre 2010 sur TNT

- États-Unis : 5,40 millions de téléspectateurs

### Épisode 14:La Preuve vivante (2/2)
- États-Unis : 27 décembre 2010 sur TNT

- États-Unis : 6,51 millions de téléspectateurs

### Épisode 15:Le Vrai Responsable
- États-Unis : 3 janvier 2011 sur TNT

- États-Unis : 6,63 millions de téléspectateurs